# Hodh (cheval)
Pour les articles homonymes, voir Hodh.
Le cheval du Hodh est une race de chevaux de selle de robe grise, élevée par la tribu Maure des Mechdoufs. Il est originaire de la région du Hodh, en Mauritanie et au Mali. Il est essentiellement décrit dans les sources coloniales de l'Afrique-Occidentale française, qui insistent sur sa beauté et son utilité. Son modèle est vraisemblablement très proche de celui du Barbe. 
Les Mechdouf commercialisent une partie de leurs chevaux jusqu'aux rives du fleuve Sénégal, où ils influencent la race locale, le cheval du Fleuve. 

## Histoire
Cette race de chevaux est également nommée « Barbe du Hodh ». Le cheval du Hodh est en effet présumé descendant de la race Barbe, qui a été largement diffusée dans toute l'Afrique de l'Ouest et le Sahel. D'après la tradition des éleveurs Mechdoufs, leurs chevaux dits « de race » descendent des quatre juments prises aux Arabes comme butin, dont la première était galeuse. Durant la colonisation de l'Afrique occidentale par la France, le Hodh est décrit comme l'un des meilleurs modèles de chevaux de toute l'Afrique-Occidentale française : 

« Le cheval du Hodh seul est digne d'attention, en raison des soins spéciaux qui lui sont prodigués par ses éleveurs. Il s'est conservé à peu près pur, alors que toutes les autres races dégénèrent sous des latitudes moins propices [...] »

— Revue de zootechnie: la revue des éleveurs, 1922
Dans sa thèse consacrée à l'élevage du cheval au Sénégal, Le Dr vétérinaire Magatte Ndiaye note que les Mechdoufs sont les plus célèbres éleveurs de chevaux parmi les tribus maures au début de l'époque de colonisation de l'Afrique ; ils descendent régulièrement jusqu'aux rives du fleuve Sénégal pour y vendre leurs chevaux en excédent, généralement des poulains. Ils gardent leurs étalons et leurs juments poulinières pour la reproduction.

## Description
Il présente le type Arabe-Barbe d'après Georges Doutressoulle ; en revanche le CIRAD le classe avec le Barbe, de même que la base de données DAD-IS, et l'encyclopédie de CAB International (édition 2016), qui le regroupent parmi les « Barbe Ouest-africains »,.
Il toise 1,45 m à 1,48 m, pour 325 à 375 kg. Sa robe est toujours grise.
Une variété, nommée Kreikibat, est décrite comme très appréciée par les Maures pour ses allures et son endurance. D'après Georges Doutressoulle, cette race est parfaitement adaptée au Nord sahélien, et se révèle très sensible à l'humidité.

## Utilisations
Cette race de chevaux est essentiellement montée. Dans sa thèse, Ndiaye postule que le cheval des commerçants Mechdouf est partiellement à l'origine de la race de chevaux sénégalaise nommée le cheval du Fleuve, en raison de son commerce sur les rives du fleuve Sénégal. En effet, l'expression « Fas u nar u gor », qui désigner les chevaux du Fleuve très proches du modèle du Barbe par leur conformation et leur taille, signifie « étalon maure ».

## Diffusion de l'élevage
La base de données DAD-IS et l'encyclopédie de CABI le classent comme race régionale de la Mauritanie et du Mali,. En Mauritanie, le Hodh est propre à la région du même nom, où cette race est élevé par les Mechdoufs. Le niveau de menace d'extinction est inconnu. L'étude menée par l'Université d'Uppsala et publiée en août 2010 pour l'Organisation des Nations unies pour l'alimentation et l'agriculture (FAO) signale le Hodh comme une race locale africaine transfrontière dont la situation n'est pas connue.